# Municipio de Clearcreek (condado de Warren)
El municipio de Clearcreek (en inglés: Clearcreek Township) es un municipio ubicado en el condado de Warren en el estado estadounidense de Ohio. En el año 2010 tenía una población de 30265 habitantes y una densidad poblacional de 255,86 personas por km².

## Geografía
El municipio de Clearcreek se encuentra ubicado en las coordenadas 39°31′43″N 84°12′14″O / 39.52861, -84.20389. Según la Oficina del Censo de los Estados Unidos, el municipio tiene una superficie total de 118.29 km², de la cual 118.25 km² corresponden a tierra firme y (0.03%) 0.04 km² es agua.

## Demografía
Según el censo de 2010, había 30265 personas residiendo en el municipio de Clearcreek. La densidad de población era de 255,86 hab./km². De los 30265 habitantes, el municipio de Clearcreek estaba compuesto por el 93.65% blancos, el 1.62% eran afroamericanos, el 0.13% eran amerindios, el 2.74% eran asiáticos, el 0.02% eran isleños del Pacífico, el 0.37% eran de otras razas y el 1.48% pertenecían a dos o más razas. Del total de la población el 1.64% eran hispanos o latinos de cualquier raza.